# Jean Ferré
Ne doit pas être confondu avec Jean Ferrat.
Pour les articles homonymes, voir Ferré.
Jean Ferré, né le 29 mai 1929 à Saint-Pierre-les-Églises et mort le 10 octobre 2006 à Saint-Germain-en-Laye, est un journaliste et essayiste français.
Engagé à droite, il fonde en 1987 Radio Courtoisie, qu'il préside jusqu'à sa mort.

## Biographie

### Études
À partir de 1942, Jean Ferré effectue ses études secondaires au collège Saint-Stanislas de Poitiers (collège de Jésuites). Après avoir passé le baccalauréat de mathématiques élémentaires (dit « math élem »), il entre à l’École spéciale de mécanique et d'électricité (ESME Sudria). Il ne terminera pas ses études[source secondaire souhaitée].

### Le radioamateur
Fin 1945, Jean Ferré fabrique un émetteur-récepteur ondes courtes à double changement de fréquence à lampes. Ce goût pour la radio ne le quittera jamais.
En 1949, il devient radioamateur sous l'indicatif  F9OV. Il contacte souvent K2UN, un radioamateur américain, plus connu sous le nom de Barry Goldwater, qui en 1964 sera candidat malchanceux à la présidence des États-Unis. K2UN émettait du toit de l'édifice des Nations unies avec un matériel très performant : il était toujours étonné de parvenir à contacter Jean Ferré qui ne disposait que d'un petit émetteur de 10 watts. Un jour que K2UN était en France, Jean Ferré demanda à le rencontrer. Son ancien correspondant se souvenait de lui. Pour Barry Goldwater, Jean Ferré était « Mister 10 watts ! ».

### Les débuts dans le journalisme
En 1952, avec Alain Tête, Jean Ferré traverse, à bord d'un véhicule de tourisme, le Rio de Oro et devient le premier à atteindre la ville interdite de Smara. Il relatera cette aventure dans Au désert interdit.
La même année, il se lie d'une grande amitié avec l'éditeur Bernard Grasset. Pendant deux ans, ils dînent ensemble presque tous les soirs. C'est Bernard Grasset qui fait apprécier à Jean Ferré l'œuvre de Henry de Montherlant.
Début 1956, il participe à l'hebdomadaire Notre époque, créé à l'instigation d'investisseurs catholiques désireux de constituer un pendant, à droite, de la Vie Catholique illustrée. Mais cet hebdomadaire cesse de paraître au bout de cinq mois.
En juin 1956, il crée le mensuel d'actualité C'est-à-dire. Par sa ligne éditoriale, le périodique se veut résolument à droite. Pour la maquette, son modèle est Time Magazine. Sur le plan du format, C'est-à-dire préfigurait ce qu'on appelle aujourd'hui news magazine : Le Point, Valeurs actuelles, L'Express, Le Nouvel Observateur,. Participent à la création du mensuel Jean-François Chiappe, Jean-Luc de Carbuccia ou encore l'homme de théâtre Jacques Hébertot. Jean Ferré bénéficie également du soutien et de l'amitié de Louis Pauwels et de la participation de Nicole de Buron. Avec son aîné Jean Dauven, Ferré avait réuni parmi ses collaborateurs Stephen Hecquet, Pierre-Antoine Cousteau, Pierre Fontaine, Lucien Rebatet.
En 1958, il crée Artaban avec le directeur de théâtre Jacques Hébertot. Dans cette dernière publication se côtoient des plumes prestigieuses : Jean de La Varende, Stephen Hecquet, Pierre Gaxotte, Thierry Maulnier, Henry de Montherlant.

### Jean Ferré et l'Algérie, l'exil en Espagne
Cette section ne s'appuie pas, ou pas assez, sur des sources secondaires ou tertiaires indépendantes du sujet.

Pour l'améliorer, ajoutez-en, ou placez des modèles {{Source secondaire souhaitée}} ou {{Source secondaire nécessaire}} sur les passages mal sourcés. (octobre 2024)
Jean Ferré est partisan de l'Algérie française. Il est sur ce point en désaccord avec le Général de Gaulle.
Il demande à son équipe d'éviter les polémiques. Mais, dans un article, Jean-François Chiappe met violemment en cause le Général de Gaulle (le qualifiant de « paranoïaque », au « délire intermittent »). La revue est alors saisie pour offense au chef de l'État. Jean Ferré continue quelque temps à l'éditer sous la forme d'une lettre confidentielle ronéotypée qui est à son tour saisie.
Fin 1960, il rend visite au général Salan réfugié en Espagne, avec qui il entame alors une collaboration.
Le 19 ou 20 avril 1961, c'est lui qui transmet à Salan le plan du futur putsch des généraux (source : Radio Courtoisie, émission de Catherine Gourin du 3 octobre 1991). Cette collaboration lui vaut d'être poursuivi et Jean Ferré entre dans la clandestinité.
Fin septembre 1961, recherché pour sa participation au putsch, pour son soutien à l'OAS et pour offense au chef de l'État, Jean Ferré est interpellé et conduit à la prison de la Santé, où il commence une grève de la faim. Puis, il reçoit le statut d'« interné administratif », selon la formule du Ministre de l'Intérieur de l'époque Roger Frey, formule qui désigne un suspect qui n'a pas encore été jugé. À ce titre, Jean Ferré est incarcéré au camp militaire de Saint-Maurice-l'Ardoise, à Saint-Laurent-des-Arbres dans le Gard. Il y est chargé, par ses co-détenus, de lire les journaux chaque matin et de leur livrer une analyse politique de la situation.
En 1962, il est libéré. Mais il est à nouveau menacé par la justice française. Cependant, le juge Schweig l'avertit de son arrestation imminente et de la peine de dix ans de réclusion déjà préétablie à son encontre; grâce à quoi il évite le procès et s'exile en Espagne, où il fréquente des personnalités du régime franquiste, dont notamment la sœur du Caudillo . Par ailleurs, il se lie d'amitié avec le futur premier président du Sénat de l'Espagne démocratique, le défenseur des droits de l'homme Antonio Fontán.
À Madrid, il travaille notamment à la rédaction d'un ouvrage sur Antoine Watteau qui sera publié en 1972 sous la forme de quatre volumes aux éditions Athéna.

### LeFigaro Magazineet Radio Solidarité
De retour en France, Jean Ferré retrouve ses anciens amis de C’est-à-dire. Il reprend ses activités de journaliste, notamment de chroniqueur radio et télévision au Figaro, puis dans le Figaro Magazine, dont il fut l'un des fondateurs avec Louis Pauwels.
En septembre 1981, Bernadette d'Angevilliers et Philippe Malaud, ancien ministre du général de Gaulle et de Georges Pompidou, créent Radio Solidarité. Cette radio libre, de droite, est proche du RPR et de l'UDF. Grâce à ses chroniques radiophoniques qui leur sont favorables, ils remarquent Jean Ferré et lui proposent de collaborer avec eux à la radio[source secondaire souhaitée].
En mai-juin 1982, Jean Ferré, qui veut ouvrir la radio à « toutes les droites », imagine de confier chaque soir un « Journal attendu » à un titre de la presse d'opposition au pouvoir. On donne la parole pendant une heure et demie à un invité appartenant à la droite politique. C'est ainsi que l'équipe de Minute, dont Serge de Beketch est alors le rédacteur en chef, se voit confier un micro le vendredi soir[source secondaire souhaitée].
À la suite des élections européennes de 1984, cette ouverture vaut à la radio l'accusation d'avoir favorisé la percée du Front national. Serge de Beketch est alors sommé de partir, puis Jean Ferré qui cherchait à le défendre.

### Radio Courtoisie
Jean Ferré a alors l'idée de créer le Comité de défense des auditeurs de Radio Solidarité (CDARS). Les adhérents du CDARS envoyèrent des pétitions à la haute Autorité de l'audiovisuel pour demander l'attribution d'une fréquence
C'est sous ce nom, déclaré à la préfecture de police, qu'il fonde Radio Courtoisie, dont la première émission aura lieu le 7 novembre 1987. Son but est de créer une radio culturelle qui soit « sur le plan culturel ouverte à tous les talents et sur le plan politique à toutes les Droites ». Pour cela, il invente la formule des libres journaux animés par des représentants de différents courants de pensée de droite, indépendants les uns des autres, permettant ainsi à Radio Courtoisie de faire cohabiter des personnalités d'opinions diverses et parfois même opposées : gaullistes comme Philippe de Saint-Robert et antigaullistes comme le commandant Pierre Guillaume, libéraux comme Jacques Garello et antilibéraux comme Benjamin Guillemaind, royalistes et républicains, nationalistes comme Paul-Marie Coûteaux et partisans de l'unité européenne comme Jean-Gilles Malliarakis.
À partir de 1987 et jusqu'à la fin de sa vie, Jean Ferré a dirigé Radio Courtoisie en lui consacrant tout son temps. Sous la direction de Jean Ferré, Radio Courtoisie travaille à la défense et illustration de la Droite française dans sa diversité intellectuelle et idéologique. Chaque lundi soir, il y anima lui-même un Libre Journal, sans interruption jusqu'au 31 juillet 2006, date de sa dernière émission. Il accueillait une chronique de Jean Dutourd.
Il meurt le 10 octobre 2006, des suites d'un cancer du rein ; il est retrouvé inanimé chez lui par Lydwine Helly. Il est enterré dans le caveau familial à Saint-Martin-la-Rivière (Vienne).

## Prises de position
Jean Ferré a toujours exprimé son opposition à ce qu'il appelait la pensée unique et l'idéologie politiquement correcte.
Se situant lui-même dans la lignée de Charles Maurras, Jean Ferré était favorable à la royauté et prônait un catholicisme traditionnel. Il a toujours exprimé sa volonté de défendre la langue et la civilisation françaises. Résolument à droite, il s'est lui-même présenté comme anti-communiste.
Dans cette optique, Radio Courtoisie a été conçue par lui comme un moyen de faire avancer ses idées et celles de ses invités.
Comme il l'affirmait lui-même sur les ondes (par exemple dans son émission du 16 avril 2001), il souhaitait « rassembler tous les patriotes » et réconcilier tous les Français.
Il se définissait lui-même volontiers comme un humaniste. Il condamna ainsi vigoureusement la violence meurtrière de tous les totalitarismes, celle d'Hitler et du nazisme (par exemple dans les émissions du 30 décembre 2002 et du 8 septembre 2003) mais aussi celle de Staline et du communisme.
Défendant une conception chrétienne du droit à la vie, il était opposé aussi bien à la peine de mort qu'à l'interruption volontaire de grossesse. À plusieurs reprises, il a invité sur les ondes le professeur Jérôme Lejeune et les représentants de la Fondation Jérôme-Lejeune.